# Estrategia Europea de Seguridad
La Estrategia Europea de Seguridad (EES) es el documento que define, ordena, contiene, sintetiza y expresa los intereses y el enfoque asumido por la Unión Europea en el mundo para avanzar conjuntamente hacia una mayor seguridad regional y global y hacia su consolidación. El primero de estos documentos, titulado "Una Europa segura en un mundo mejor", fue adoptada en Bruselas por el Consejo Europeo, el 12 de diciembre de 2003, al que fue elevado por su secretario general, el Alto Representante para la política exterior y de seguridad común, Javier Solana.
La estrategia fue reemplazada en 2016 por la Estrategia Global de la Unión Europea.

## Historia
En diciembre de 2003 el Consejo Europeo reunido en Bruselas aprobó la propuesta del Alto Representante Javier Solana que contenía la primera Estrategia Europea de Seguridad. El documento adoptado se proponía identificar los principales retos a los que debía enfrentarse Europa en los años venideros, entre los que destacan el terrorismo, el crimen organizado de dimensión transfronteriza y la viabilidad de los "estados fallidos", como amenazas de primer orden a la seguridad del continente y que requieren de un tratamiento coordinado a escala europea. También se establecían los objetivos concretos que debían alcanzar la Unión y sus Estados miembros para confrontarse adecuadamente a un entorno mundial cambiante, y por tanto frecuentemente inestable.
Si bien la eficacia de la EES se ha vio significativamente limitada por el necesario despliegue efectivo —con sus obstáculos— y en paralelo de una política exterior unitaria, su influjo ha sido claro en las actuaciones europeas en el ámbito de la política exterior y de seguridad común, así como también ha dejado huella en las estrategias nacionales de seguridad adoptadas por sus Estados miembros.

## Informe de 2008 sobre la aplicación de la EES
El informe sobre la aplicación de la Estrategia Europea de Seguridad –Ofrecer seguridad en un mundo en evolución– es un documento publicado en 2008 por el Consejo de la Unión Europea.
El documento centra esencialmente su análisis en la globalización que vive el mundo en que la Unión Europea se mueve. Partiendo de una reflexión y caracterización de este proceso, que califica de intrínsecamente complejo, evolutivo y permeable, la redacción se centra rápidamente en los nuevos retos a que se enfrenta el mundo, y en particular Europa, y las nuevas posibilidades e instrumentos que un entorno cambiante ofrece o favorece. 